# Miss Aruba
Miss Aruba es un concurso de belleza nacional en Aruba. El concurso fue fundado en 1964, donde las ganadoras son enviadas al Miss Universo.

## Historia
Bajo la dirección de la New Star Promotion Organization desde 1992, Aruba viene acumulando resultados positivos, con Taryn Mansell colocándose como primera finalista en 1996 en Miss Universo y Tamara Scaroni, convirtiéndose en la primera arubeña en recibir el premio Miss Simpatía en 2000; representantes que quedaron como semifinalistas en 1990, 1996, 2002, junto con una primera finalista en 2001 en Miss Mundo; y otra semifinalista en Miss Internacional 2001, tres premios al Mejor Traje Nacional en 2000, 2007, 2008 y una primera finalista en 1994 en Miss Internacional. En 2011, New Star Promotion adquirió la franquicia de Miss Tierra. 

### Directores nacionales
- Gobierno de Turismo y Cultura de Aruba (1964-1991)
- Star Promotion (1992-presente)

## Titulares
| Años | Miss Aruba                       |
| ---- | -------------------------------- |
| 1963 | Lidia Lidwina Henriquez          |
| 1964 | Dorinda Croes                    |
| 1965 | Sandra Fang                      |
| 1966 | Ivonne Maduro                    |
| 1967 | Sandra Croes                     |
| 1968 | Jeanette Geerman                 |
| 1969 | Linda Annette Richmon            |
| 1970 | Vicenta Vallita Maduro           |
| 1971 | Ivonne Dirksz                    |
| 1972 | Monica Ethline Oduber            |
| 1973 | Maureen Ava Vieira               |
| 1974 | Martica Pamela Brown             |
| 1975 | Cynthia Marlene Bruin            |
| 1976 | Margaret Eldrid Oduber           |
| 1977 | Margarita Marieta Tromp          |
| 1978 | Lugina Liliana Margareta Vilchez |
| 1979 | Magaly Celestina Maduro          |
| 1980 | Synia Reyes                      |
| 1981 | Noriza Antonio Helder            |
| 1982 | Milva Evertz                     |
| 1983 | Jacqueline Deborah van Putten    |
| 1984 | Margaret Jane Bislick            |
| 1985 | Mildred Jacqueline Semeleer      |
| 1987 | Melva Sanon                      |
| 1989 | Karina Felix                     |
| 1990 | Gwendolyne Charlotte Kwidama     |
| 1991 | Yerusha Rasmijn                  |
| 1992 | Dyane Escalona                   |
| 1993 | Alexandra Ochoa Hincapie         |
| 1994 | Marie-Denise Herrlein            |
| 1995 | Taryn Scheryl Mansell            |
| 1996 | Karen-Ann Peterson               |
| 1997 | Wendy Lacle                      |
| 1998 | Irina Croes                      |
| 1999 | Tamara Scaroni                   |
| 2000 | Denise Balinge                   |
| 2001 | Deyanira Ludwina Frank           |
| 2002 | Malayka Rasmijn                  |
| 2003 | Fatima Salie                     |
| 2004 | Luisana Cicilia                  |
| 2005 | Melissa Vanessa Laclé            |
| 2006 | Carolina Raven                   |
| 2007 | Tracey Nicolaas                  |
| 2008 | Dianne Croes                     |
| 2009 | Priscilla Lee                    |
| 2010 | Gillain Berry                    |
| 2011 | Lucianette Verhoeks              |
| 2012 | Liza Helder                      |
| 2013 | Stefanie Evangelista             |
| 2014 | Digene Zimmerman                 |
| 2015 | Alysha Boekhoudt                 |
| 2016 | Charlene Leslie                  |
| 2017 | Alina Mansur                     |
| 2018 | Kimberly Julsing                 |
| 2019 | Danna Garcia                     |
| 2020 | Helen Hernandez                  |
| 2021 | Thessaly Zimmerman               |
| 2022 | Kiara Arends                     |
| 2023 | Karol Croes                      |

## Actuales franquicias

### Miss Universo
: Declarada como ganadora
     : Terminó como finalista
     : Terminó como una de las semifinalistas o cuartofinalistas
     : Terminó como ganadora de premios especiales
La ganadora de Miss Aruba suele representar a la isla en Miss Universo. En 2012, la representante de Aruba fue seleccionada en un casting separado «Miss Universe Aruba», y a partir de 2013 la ganadora de Miss Aruba volvió a competir en el certamen. En ocasiones, cuando el ganadora no califica (debido a su edad) para cualquiera de los concursos, se envía a la primera finalista.
| Año                           | Miss Aruba                         | Posición en Miss Universo | Premios especiales | Notas |
| ----------------------------- | ---------------------------------- | ------------------------- | ------------------ | --- |
| 2025                          |                                    |                           |                    | |
| 2024                          | Anouk Eman                         | Top 30                    |                    | |
| 2023                          | Karol Croes                        | No clasificó              |                    | |
| 2022                          | Kiara Arends                       | No clasificó              |                    | |
| 2021                          | Thessaly Zimmerman                 | Top 10                    |                    | |
| 2020                          | Helen Hernandez                    | No clasificó              |                    | |
| 2019                          | Danna Melissa García Cardenas      | No clasificó              |                    | |
| 2018                          | Kimberly Orline Julsing            | No clasificó              |                    | |
| 2017                          | Alina Danelle Mansur               | No clasificó              |                    | |
| 2016                          | Charlene Leslie                    | No clasificó              |                    | |
| 2015                          | Alyenne Alysha Edith Boekhoudt     | No clasificó              |                    | |
| 2014                          | Digene Marilyn Zimmerman           | No clasificó              |                    | |
| 2013                          | Stefanie Guillen Evangelista       | No clasificó              |                    | |
| 2012                          | Liza Nerelyn Helder                | No clasificó              |                    | Designada - Designación como Miss Universe Aruba 2012 después de que se pospusiera la edición anual de Miss Aruba y se realizara un casting privado de Miss Universe Aruba. |
| 2011                          | Gillain Alicia Berry               | No clasificó              |                    | |
| 2010                          | Priscilla Nicole Wai-Yien Lee      | No clasificó              |                    | |
| 2009                          | Angene Dianne Shanella Croes       | No clasificó              |                    | |
| 2008                          | Tracey Marion Jeniree Nicolaas     | No clasificó              |                    | |
| 2007                          | Carolina Raven Pérez               | No clasificó              |                    | |
| 2006                          | Melissa Vanessa Laclé              | No clasificó              |                    | |
| 2005                          | Luisana Cicilia                    | No clasificó              |                    | |
| 2004                          | Zerelda «Zizi» Candice Wai-Yen Lee | No clasificó              |                    | |
| 2003                          | Malayka Rasmijn                    | No clasificó              |                    | |
| 2002                          | Deyanira Ludwina Frank             | No clasificó              |                    | |
| 2001                          | Denise Balinge                     | No clasificó              |                    | |
| 2000                          | Tamara Scaroni                     | No clasificó              | - Miss Simpatía    | |
| 1999                          | Irina Croes                        | No clasificó              |                    | |
| 1998                          | Wendy Lacle                        | No clasificó              |                    | |
| 1997                          | Karen-Ann Peterson                 | No clasificó              |                    | |
| 1996                          | Taryn Scheryl Mansell              | Primera finalista         |                    | |
| 1995                          | Marie-Denise Herrlein              | No clasificó              |                    | |
| 1994                          | Alexandra Ochoa Hincapié           | No clasificó              |                    | |
| 1993                          | Dyane Escalona                     | No clasificó              |                    | |
| 1992                          | Yerusha Rasmijn                    | No clasificó              |                    | |
| 1991                          | No compitió                        |                           |                    | |
| 1990                          | Gwendolyne Charlotte Kwidama       | No clasificó              |                    | |
| 1989                          | Karina Felix                       | No clasificó              |                    | |
| No compitió entre 1987 y 1988 |                                    |                           |                    | |
| 1986                          | Mildred Jacqueline Semeleer        | No clasificó              |                    | |
| 1985                          | Margaret Jane Bislick              | No compitió               | No compitió        | No compitió |
| 1984                          | Jacqueline Deborah van Putten      | No clasificó              |                    | |
| 1983                          | Milva Evertz                       | No clasificó              |                    | |
| 1982                          | Noriza Antonio Helder              | No clasificó              |                    | |
| 1981                          | Synia Reyes                        | No clasificó              |                    | |
| 1980                          | Magaly Celestina Maduro            | No clasificó              |                    | |
| 1979                          | Lugina Liliana Margareta Vilchez   | No clasificó              |                    | |
| 1978                          | Margarita Marieta Tromp            | No clasificó              | - Miss Prensa      | |
| 1977                          | Margaret Eldrid Oduber             | No clasificó              |                    | |
| 1976                          | Cynthia Marlene Bruin              | No clasificó              |                    | |
| 1975                          | Martica Pamela Brown               | No clasificó              |                    | |
| 1974                          | Maureen Ava Vieira                 | Cuarta finalista          |                    | |
| 1973                          | Monica Ethline Oduber              | No clasificó              |                    | |
| 1972                          | Ivonne Dirksz                      | No clasificó              |                    | |
| 1971                          | Vicenta Vallita Maduro             | No clasificó              |                    | |
| 1970                          | Linda Annette Richmon              | No clasificó              |                    | |
| 1969                          | Jeanette Geerman                   | No clasificó              |                    | |
| 1968                          | Sandra Croes                       | No clasificó              |                    | |
| 1967                          | Ivonne Maduro                      | No clasificó              |                    | |
| 1966                          | Sandra Fang                        | No clasificó              |                    | |
| 1965                          | Dorinda Croes                      | No clasificó              |                    | |
| 1964                          | Lidia Lidwina Henriquez            | No clasificó              |                    | |

### Miss Mundo
: Declarada como ganadora
     : Terminó como finalista
     : Terminó como una de las semifinalistas o cuartofinalistas
     : Terminó como ganadora de premios especiales
La primera finalista de Miss Aruba compitió anteriormente en el certamen Miss Mundo. En algunos años la principal Miss Aruba podría competir en Miss Mundo. En ocasiones, cuando el puesto no califica (debido a la edad) para cualquiera de los concursos, se envía a otro concursante. 2019 fue la última vez que Aruba compitió en el certamen. Desde entonces, no ha habido ninguna actualización sobre la representación de Miss Mundo de Aruba en el certamen.
| Año                           | Miss Mundo Aruba                   | Posición en Miss Mundo | Premio especial                                                                                  | Notas       |
| ----------------------------- | ---------------------------------- | ---------------------- | ------------------------------------------------------------------------------------------------ | ----------- |
| No compite desde 2020         |                                    |                        |                                                                                                  |             |
| 2024                          |                                    |                        |                                                                                                  |             |
| 2019                          | Ghislaine Mejia                    | No clasificó           | - Miss World Sports (Top 32)                                                                     |             |
| 2018                          | Nurianne Arias                     | No clasificó           |                                                                                                  |             |
| 2017                          | Anouk Eman                         | No clasificó           |                                                                                                  |             |
| 2016                          | Lynette do Nascimento              | No clasificó           | - Miss World Sports (Top 24)                                                                     |             |
| 2015                          | Nicole Van Tellingen               | No clasificó           |                                                                                                  |             |
| 2014                          | Joitza Henriquez                   | No clasificó           |                                                                                                  |             |
| 2013                          | Larisa Leeuwe                      | Top 20                 | - Beauty With a Purpose (Top 10) - Miss World Sports (Top 20) - Miss World Beach Beauty (Top 33) |             |
| 2012                          | Lucianette Verhoeks                | No clasificó           |                                                                                                  |             |
| 2011                          | Gillain Alicia Berry               | No clasificó           | - Miss World Beach Beauty (Top 36)                                                               |             |
| 2010                          | Kimberly del Valle Kuiperi         | No clasificó           |                                                                                                  |             |
| 2009                          | Nuraisa Lispier                    | No clasificó           |                                                                                                  |             |
| 2008                          | Christina Trejo                    | No clasificó           |                                                                                                  |             |
| 2007                          | Boyoura Martijn                    | No clasificó           |                                                                                                  |             |
| 2006                          | Shanandoa Wijshijer                | No clasificó           |                                                                                                  |             |
| 2005                          | Sarah Carolina Juddan              | No clasificó           |                                                                                                  |             |
| 2004                          | Luisana Nikually Cicilia           | No clasificó           |                                                                                                  |             |
| 2003                          | Nathalie Biermanns                 | No clasificó           |                                                                                                  |             |
| 2002                          | Rachelle Oduber                    | Top 20                 | - Miss Mundo Caribe                                                                              |             |
| 2001                          | Zerelda «Zizi» Candice Wai-Yen Lee | Primera finalista      | - Miss Mundo Caribe                                                                              |             |
| 2000                          | Monique Angelique van der Horn     | No clasificó           |                                                                                                  |             |
| 1999                          | Cindy Vanessa Cam Lin Martinus     | No clasificó           |                                                                                                  |             |
| 1998                          | Judelca Shahira Briceno            | No clasificó           |                                                                                                  |             |
| 1997                          | Michella Laclé Croes               | No clasificó           |                                                                                                  |             |
| 1996                          | Afranina Henriques                 | Top 10                 | - Miss Mundo Caribe                                                                              |             |
| 1995                          | Tessa Pieterz                      | No clasificó           |                                                                                                  |             |
| 1994                          | No compitió                        | No compitió            | No compitió                                                                                      | No compitió |
| 1993                          | Christina van der Berg             | No clasificó           |                                                                                                  |             |
| 1992                          | Solange Noelle Nicolaas            | No clasificó           |                                                                                                  |             |
| 1991                          | Sandra Croes                       | No clasificó           |                                                                                                  |             |
| 1990                          | Gwendolyne Kwidama                 | Top 10                 |                                                                                                  |             |
| 1989                          | Delailah Odor-Wever                | No clasificó           |                                                                                                  |             |
| No compitió entre 1986 y 1988 |                                    |                        |                                                                                                  |             |
| 1985                          | Jacqueline Deborah van Putten      | No clasificó           |                                                                                                  |             |
| 1984                          | Margaret Jane Bislick              | No clasificó           |                                                                                                  |             |
| 1983                          | Audrey Bruges                      | No clasificó           |                                                                                                  |             |
| 1982                          | Noriza Antonia Helder              | No clasificó           |                                                                                                  |             |
| 1981                          | Gerarda Hendrine Jantiene Reopel   | No clasificó           |                                                                                                  |             |
| 1980                          | Ethline Ambrosia Dekker            | No clasificó           |                                                                                                  |             |
| 1979                          | Vianca van Hoek                    | No clasificó           |                                                                                                  |             |
| 1978                          | Rose Anne Marie Lejuez             | No clasificó           |                                                                                                  |             |
| 1977                          | Helene Marie Croes                 | No clasificó           |                                                                                                  |             |
| 1976                          | Maureen Wever                      | No clasificó           |                                                                                                  |             |
| 1975                          | Cynthia Marlene Bruin              | No clasificó           |                                                                                                  |             |
| 1974                          | Esther Angeli Luisa Marugg         | No clasificó           |                                                                                                  |             |
| 1973                          | Edwina Diaz                        | No clasificó           |                                                                                                  |             |
| 1972                          | Sandra Werleman                    | No clasificó           |                                                                                                  |             |
| No compitió entre 1967 y 1970 |                                    |                        |                                                                                                  |             |
| 1966                          | Reina Patricia Hernandez           | No clasificó           |                                                                                                  |             |
| 1965                          | No compitió                        | No compitió            | No compitió                                                                                      | No compitió |
| 1964                          | Regina Croes                       | No clasificó           |                                                                                                  |             |

## Antiguas franquicias

### Miss Internacional
: Declarada como ganadora
     : Terminó como finalista
     : Terminó como una de las semifinalistas o cuartofinalistas
     : Terminó como ganadora de premios especiales
El tercer lugar de Miss Aruba se tituló Miss Aruba Internacional y fue a Miss Internacional hasta 2011. A partir de 2012 la representante de Aruba en el certamen de belleza Miss Internacional será seleccionada en Señorita Aruba.
| Año  | Miss Aruba Internacional       | Posición en Miss Internacional | Premio especial                | Notas |
| ---- | ------------------------------ | ------------------------------ | ------------------------------ | ----- |
| 2011 | Vivian Chow                    | No clasificó                   | - Embajadora de Buena Voluntad |       |
| 2010 | Ivana Werleman                 | No clasificó                   |                                |       |
| 2009 | Christina Trejo                | No clasificó                   |                                |       |
| 2008 | Nuraisa Lispier                | No clasificó                   | - Mejor Traje Nacional         |       |
| 2007 | Jonella Oduber                 | No clasificó                   | - Mejor Traje Nacional         |       |
| 2006 | Luizanne "Zenny" Donata        | No clasificó                   |                                |       |
| 2005 | Gita van Bochove               | No clasificó                   |                                |       |
| 2004 | Ysaura Giel                    | No clasificó                   |                                |       |
| 2003 | Falon Juliana Lopez            | No clasificó                   |                                |       |
| 2002 | Jerianne Tiel                  | No clasificó                   |                                |       |
| 2001 | Daphne Dione Croes             | Top 15                         |                                |       |
| 2000 | Carolina Francisca Albertsz    | No clasificó                   | - Mejor Traje Nacional         |       |
| 1999 | Cindy Vanessa Cam Lin Martinus | No clasificó                   |                                |       |
| 1998 | Anushka Sheritsa Lew Jen Tai   | No clasificó                   |                                |       |
| 1997 | Louisette Mariela Vlinder      | No clasificó                   |                                |       |
| 1996 | Julisa Marie Lampe             | No clasificó                   |                                |       |
| 1995 | Yolanda Janssen                | No clasificó                   |                                |       |
| 1994 | Alexandra Ochoa Hincapié       | Primera finalista              |                                |       |

### Miss Grand Internacional
| Año  | Miss Aruba Grand Internacional | Posición en Grand Internacional | Premio especial | Nota |
| ---- | ------------------------------ | ------------------------------- | --------------- | ---- |
| 2016 | Chimay Ramos                   | No clasificó                    |                 |      |